# Escola Naval Nakhimov

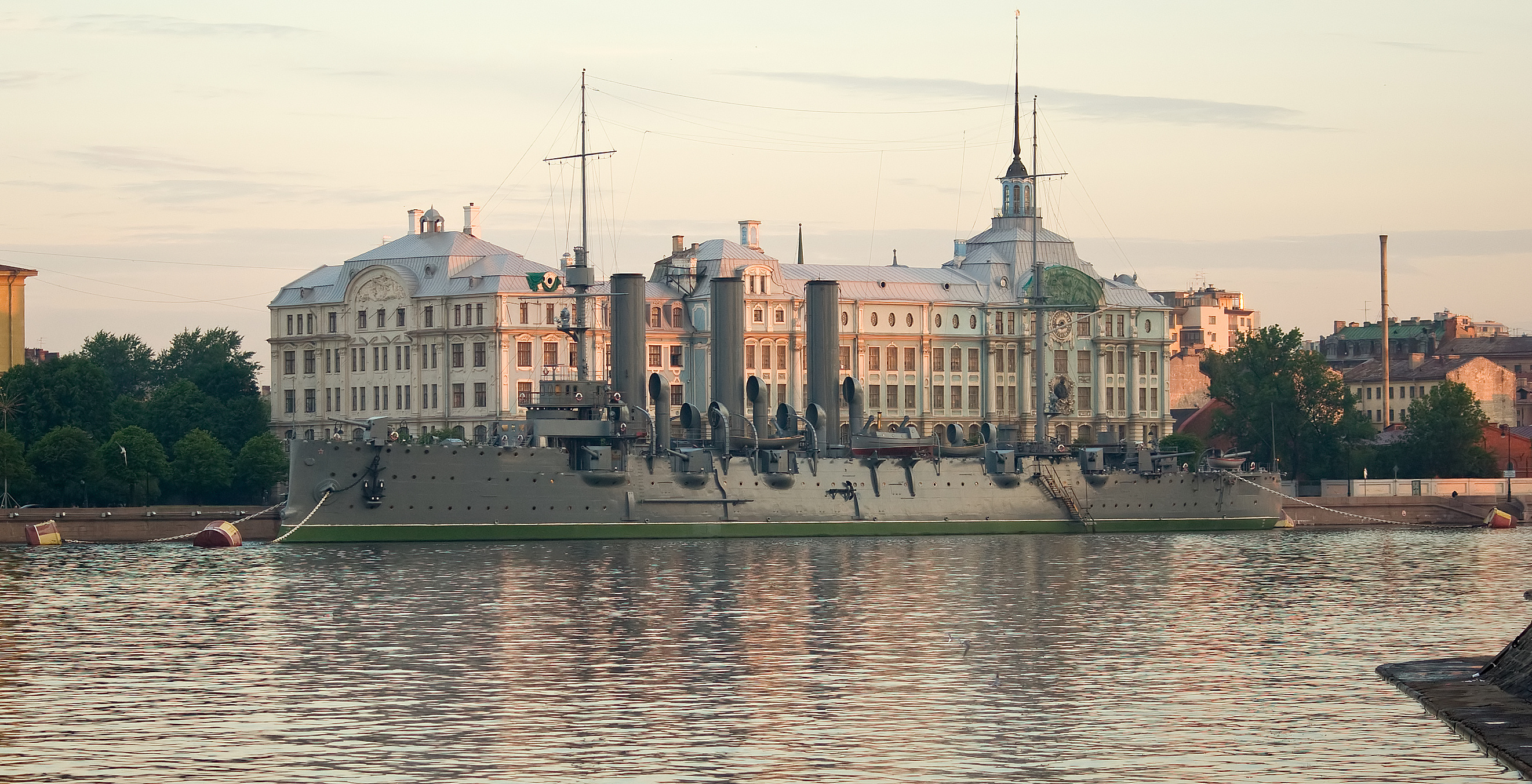
O cruzador russo "Aurora" foi o primeiro campus e navio de treinamento da Escola Naval Nahkimov.

A Escola Naval Nakhimov, ou simplesmente a Escola Nakhimov (em russo: Нахимовское военно-морское училище) é uma forma de educação militar para adolescentes usada na antiga União Soviética e também localizada em outras cidades. O nome é em homenagem ao almirante Imperial Russo Pavel Nakhimov. Também existem as chamadas Escolas Militares Suvorov.
A primeira Escola Nakhimov foi inaugurada em Tbilisi em 1943 durante a Grande Guerra Patriótica, para filhos de militares que morreram em ação. A Escola Naval Nakhimov de Tbilisi existiu durante 1943 e 1955. Em 1944 começou a operar a Escola Naval Nakhimov de Leningrado. E a Escola Naval Nakhimov de Riga existiu durante 1945 e 1953.
Na atual Rússia apenas a Escola Naval Nakhimov de São Petersburgo continua a existir. Desde a Anexação da Crimeia pela Federação Russa, a Rússia assumiu a jurisdição da Escola Naval Nakhimov em Sevastopol. A escola oferece hoje aos meninos adolescentes que se preparam para o serviço como oficiais a instrução secundária da marinha da Rússia e o treinamento militar nas tradições navais da nação.